# Колдуел (окръг, Тексас)
Окръг Колдуел (на английски: Caldwell County) е окръг в щата Тексас, Съединени американски щати. Площта му е 1417 km², а населението - 32 194 души (2000). Административен център е град Локхарт.